# ونتاس
ونتاس (انگلیسی: Ventas) شرکت خوشه‌ای آمریکایی است، که در سال ۱۹۹۸ تأسیس شد.